# Jacquetta Wheeler
Jacquetta Wheeler (ur. 16 czerwca 1981 w Londynie) – brytyjska modelka.
Jacquetta w 1996 roku została odkryta w Londynie przez włoskiego projektanta mody Stephana Jansena. Jansen zaprosił Jacquetta do Mediolanu, by pojawiała się w jego pokazie mody. Dzięki temu podpisała kontrakt z agencją D'Management Group i zaczęła ozdabiać wybiegi Mediolanu. Tam zauważył ją fotograf mody Mario Testino, nawiązał z nią współpracę, co zaowocowało kilkoma sesjami zdjęciowymi dla włoskiej edycji Vogue'a. Kolejnym sukcesem było podpisanie kontraktów modowych w: Madrycie, Barcelonie, Londynie, Paryżu i Nowym Jorku. Do dzisiaj Jacquetta należy do czołówki brytyjskich modelek, którym udało się osiągnąć międzynarodową karierę, jak: Kate Moss, Jade Parfitt, Saffron Aldridge, Naomi Campbell, Rosemary Ferguson, Yasmin Le Bon czy Jodie Kidd. Uczestniczyła w pokazach najwybitniejszych kreatorów mody na świecie jak: Alessandro Dell'Acqua, Anteprima, Byblos, D&G, Fendi, Giorgio Armani, Gucci, Hussein Chalayan, Jil Sander, MaxMara, Mila Schon, Moschino, Prada, Alexander McQueen, Donna Karan oraz w pokazach Haute Couture dla domów mody: Christian Dior, Christian Lacroix, Emanuel Ungaro, Valentino.